# Campylaspis undata
Campylaspis undata är en kräftdjursart som beskrevs av Sars 1864. Campylaspis undata ingår i släktet Campylaspis och familjen Nannastacidae. Inga underarter finns listade i Catalogue of Life.

## Bildgalleri

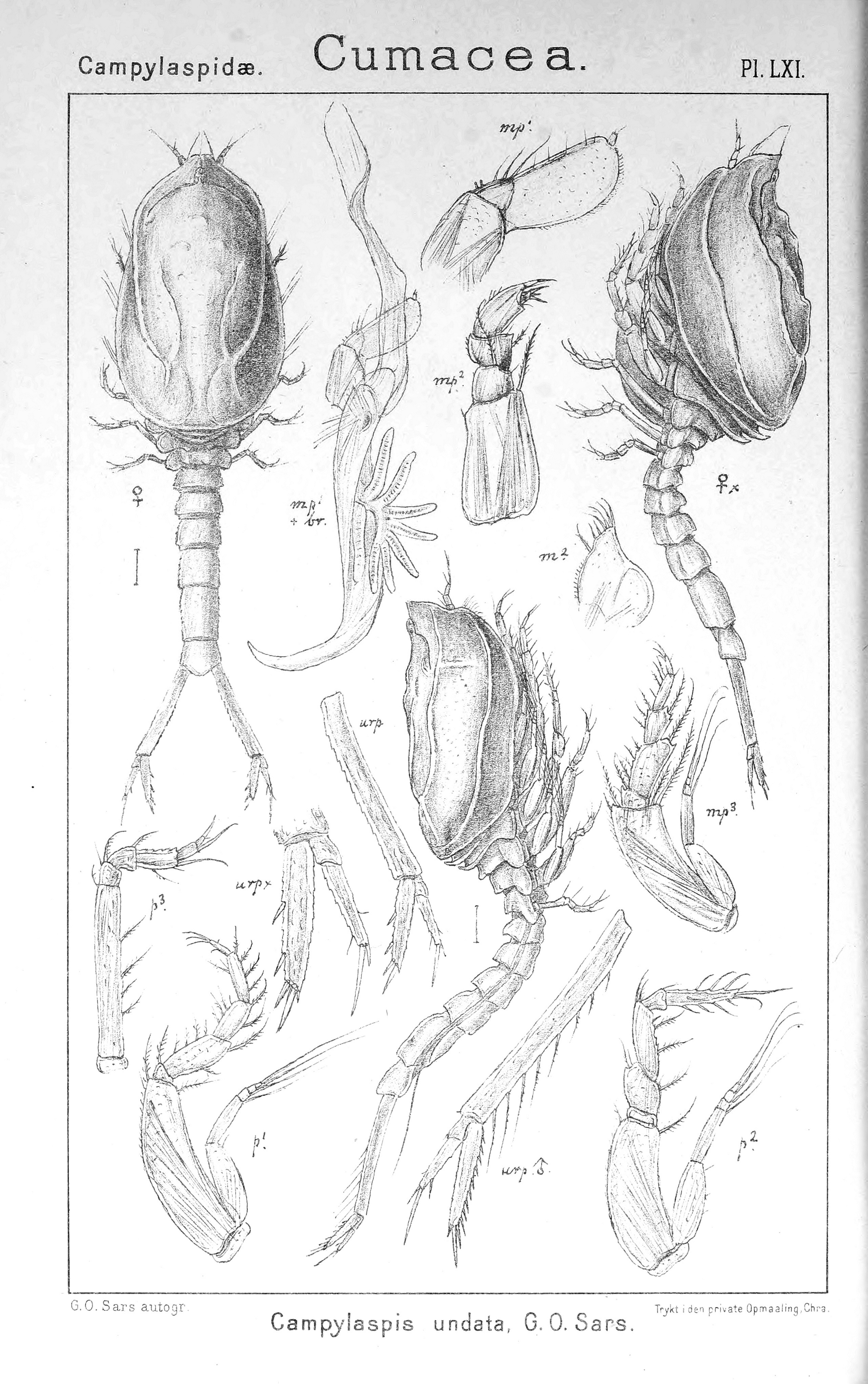